# Johann Anton Renner
Johann Anton Renner (* 18. Oktober 1743 in Nidau, Kanton Bern; † 29. März 1800) war Besitzer des Habsburger Bades (Bad Schinznach) und später Mitglied der Verwaltungskammer des neu gegründeten Kantons Aargau.

## Leben

### Besitzer desHabsburger Bades

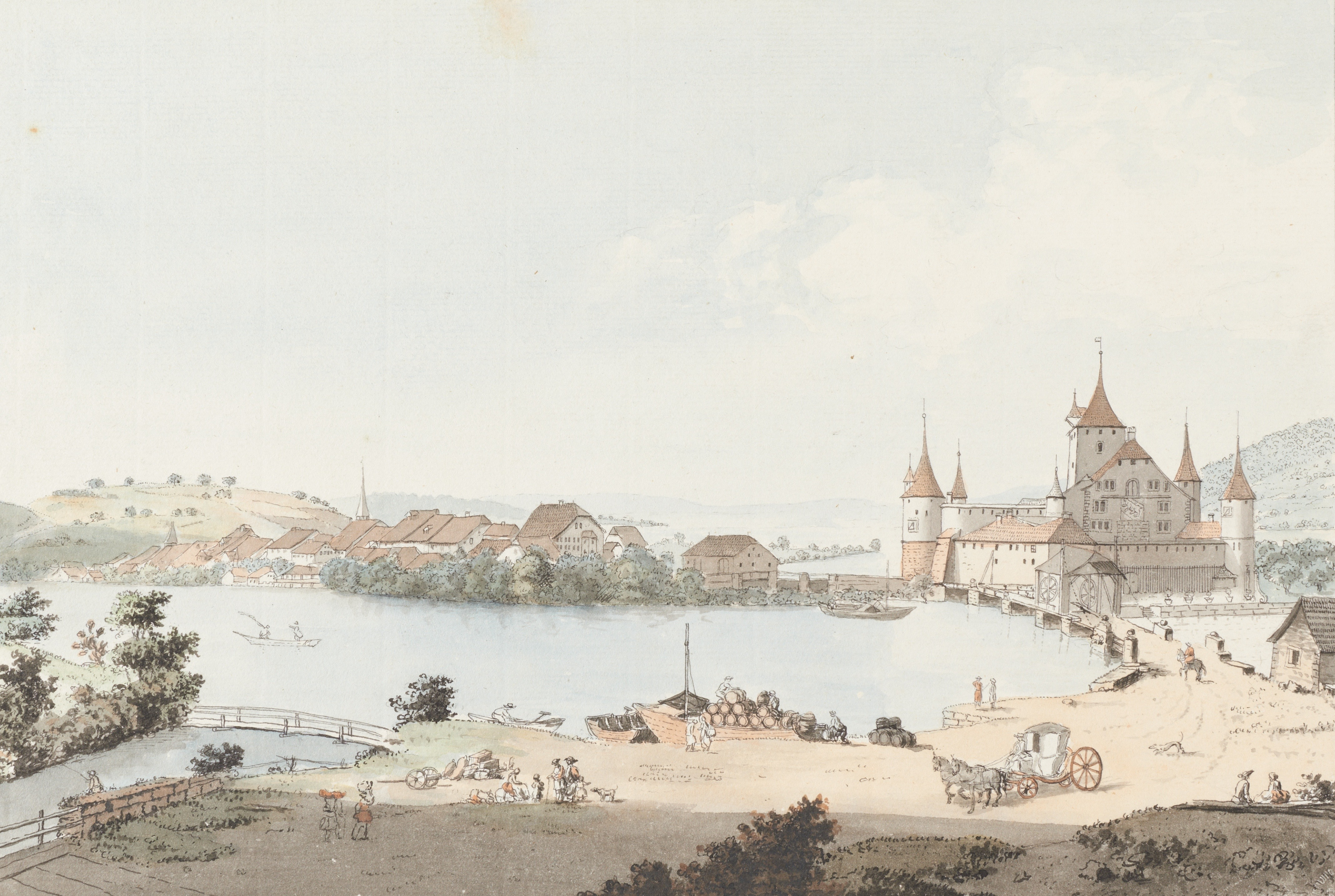
Renners Heimatstädtchen Nidau (Johann Ludwig Aberli, 1767)

Renner entstammte der zweiten Ehe des Uhrmachers und Venners von Nidau Johann Anton Renner mit Johanna Dupan verwitweter Dachselhofer. Er war ein Halbbruder von General Sigmund Freiherr von Renner, der als Adjutant von Feldmarschall Lacy zur Umgebung Kaiser Josephs II. gehörte. Renner studierte an der Berner Akademie. 1770 heiratete er Henriette von Schwachheim (1746–spätestens 1802), eine Tochter Franz Daniel von Schwachheims. Von den Kindern des Paares erreichten eine Tochter und drei Söhne das Erwachsenenalter. 1773 erhielt Renner vom Schwiegervater das Habsburger Bad (Bad Schinznach), welches er im Gegensatz zu Schwachheim selber bewirtschaftete. Bis 1779 war er Gastgeber, später Mitglied der Helvetischen Gesellschaft. 1777 plante diese den Bau eines eigenen Sitzungsgebäudes, für das der Schaffhauser Bildhauer Alexander Trippel eine Allegorie auf Joseph II. entwarf, doch verlegte sie ihren Versammlungsort bald darauf nach Olten.

### Verschwägerung mit nachmaligen Revolutionären
Renners Schwester Marianne (1747–1823) verehelichte sich 1783 mit dem verwitweten Seidenbandfabrikanten Johann Rudolf Meyer (1739–1813) in Aarau. Dieser präsidierte 1792 als erster Untertan die Helvetische Gesellschaft. Renners ältestes überlebendes Kind Henriette (1774–ca. 1829) heiratete 1793 den Indiennefabrikanten Joseph Vaucher (1763–1825) in Niederlenz. 1796 verkaufte Renner das Habsburger Bad an Gottlieb Rohr (1745–1807) aus Lenzburg. Dass er sich diese „Goldgrube“ von einem politischen Gegner habe abluchsen lassen, bezeichnete Henriette später als unverzeihlichen Fehler. Nach dem Verkauf zog er zu den Meyers nach Aarau.

### Administrator des Kantons Aargau
Als es 1798 zur Helvetischen Revolution kam, schloss sich Renner wie sein Umfeld der radikal demokratischen Partei der Patrioten an. Kurze Zeit war er Unterstatthalter des neu geschaffenen Kantons Aargau und Distriktsstatthalter von Aarau. Anschliessend gehörte er zu den fünf Administratoren, welche die kantonale Verwaltungskammer bildeten. Seinen Schwager Meyer und seinen Schwiegersohn Vaucher wählten die Aargauer zu Senatoren der Helvetischen Republik. 1800 wurde Renner, wie zuvor schon Vaucher, zahlungsunfähig. Am 7. März nahm er letztmals an einer Sitzung der Verwaltungskammer teil. Ort und Umstände seines Todes sind ungeklärt, wahrscheinlich beging er Selbstmord. Im Zuge der Entmachtung der Patrioten durch die weiter rechts stehenden Republikaner verlor kurz darauf auch Meyer seinen Sitz im Senat.

### Nachkommen
Renners ältester Sohn Ferdinand (1775–1853) wurde Kaufmann. Laut seinem Onkel Sigmund liess er sich in Frankreich auf gewagte Spekulationen ein. Seinen Brüdern Samuel Abraham (1776–1850) und Albert (* 1779?) verhalf der General zu Hauptmannsstellen in der k. k. Armee. Samuel Abraham vererbte er 1800 den Hauptteil seines Vermögens. Henriette Vaucher suchte 1801 mit ihren Kindern bei Verwandten in Erding (Bayern) Zuflucht. Ferdinand versuchte 1801–1803 vergeblich, sich in Niederlenz zu etablieren, was seinen Onkel Meyer viel Geld kostete. Der kriegsversehrte Samuel Abraham liess sich 1802 als Major in den Ruhestand versetzen und heiratete seine Cousine Friederike Mörike. 1808 erwarb er das Gut Hohebuch bei Waldenburg (Württemberg), 1817 von seinem Cousin Hieronymus Meyer das Klostergut Polling (Bayern). Letzteres machte er zu einer landwirtschaftlichen Versuchsanstalt. Er nahm dort seine mittellosen Geschwister Henriette und Ferdinand auf. Henriette soll in Dresden gestorben sein. Der weitgereiste Ferdinand wurde schliesslich Lehrer für Französisch, Italienisch, Englisch und Spanisch. Diesen Beruf übte er nacheinander in München, Regensburg, Augsburg, Würzburg, Fürth und Ingolstadt aus. Albert – laut General Renner ein Schuldenmacher – soll in den 1840er Jahren in Venedig gestorben sein. Samuel Abraham musste Polling 1843 einem Gläubiger überlassen. Er und seine Frau verbrachten den Lebensabend an der Seite ihres Verwandten, des Dichters Eduard Mörike, in Mergentheim.